# Takaroa
Takaroa – atol na Oceanie Spokojnym, w Polinezji Francuskiej wchodzący w skład grupy wysp Îles du Roi Georges położonych w północno-wschodniej części archipelagu Tuamotu.
Atol został odkryty w 1616 roku przez Jacoba Le Maire. W 1986 roku został oddany do użytku port lotniczy Takaroa.